# Songcän Gampo

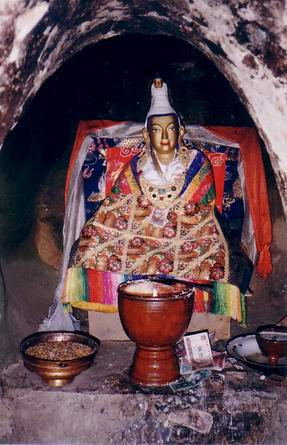
Songcän Gampova socha v tibetském klášteře Jerpa

Songcän Gampo (tibetsky སྲོང་བཙན་སྒམ་པོ་, Wylie Srong-btsan sGam-po) (605/617–649) byl panovník Tibetu. Je znám jako „první tibetský buddhistický král“.
Narodil se pravděpodobně rok před nástupem čínské dynastie Tchang, což by vycházelo na rok 617. Vládu nad Tibetem převzal v roce 630 po svém otci Namri Söngcana. Nedlouho poté, co se Songcän Gampo stal tibetským panovníkem, nechal vyslat poselstvo do Nepálu, které u tamějšího krále Amšuvarmana žádalo ruku nepálské princezny Bhrkutí Déví (mezi Tibeťany známá jako Balza, „nepálská princezna“). Nepálský král se sňatkem souhlasil a tak se Brkutí Déví začala chystat na cestu do Songcän Gampova sídelního města Lhasy. Mimo jiné si s sebou do vzala sochu Buddhy Akšóbhji. Podle Karla Wernera však není existence Bhrkutí Déví podložena spolehlivými zdroji a spíše se jedná o legendární než o historickou postavu.
V následujících letech se Songcän Gampo začal ucházet o další ženu, čínskou princeznu Wen-čcheng (známá též jako Gjaza, „čínská princezna“), neteř tchangského císaře Tchaj-cunga. O její ruku se však Songcän Gampo utkal nejdříve s turkickým vládcem Ašına Toťišim (609–619) a poté i se samotným čínským císařem. Tibetská armáda však čítala na 200 000 mužů a porazila jak turkickou armádu, tak vojska čínského císaře. Ten se proto podvolil Songcän Gampově vůli a poslal princeznu Wen-čccheng do Lhasy. Stejně jako Bhrkutí Déví, i čínská princezna si s sebou přinesla sochu Buddhy, ne však Akšóbhji, ale Šákjamuniho. Wen-čcheng měla být vtělením Táry, oblíbené ženské bódhisattvy. Právě tyto dvě princezny měly do Tibetu poprvé přinést buddhismus.
Podle tradičního podání buddhismus přijal díky vlivu svých žen i Songcän Gampo. Zavrhl tak bön, který byl tehdy v Tibetu velmi rozšířen. Songcän Gampův krok byl založen spíše na pragmaticko-politických důvodech, než na vnitřním obrácení.
Pro sochy, které si s sebou princezny do Tibetu přinesly, byly vystavěny dva chrámy. Pro Buddhu Akšóbhju, tedy sochu Bhrkutí Déví, byl vytaven chrám Džókhang a pro sochu Wen-čcheng byl postaven chrám s názvem Ramočhe. V pozdějších letech pod hrozbou napadení Lhasy čínskými vojsky byly obě sochy ukryty. Socha Brkutí Déví byla zakopána a socha Wen-čcheng byla zazděna v Džókhangu. Později byly sochy opět nalezeny a umístěny zpět do chrámů, avšak socha Wen-čcheng do Džókhangu a Bhrkutí Déví do chrámu Ramočhe.
Během Songcän Gampovy vlády byla do Indie vyslána skupina šestnácti učenců vedená Sambhótou, aby tam studovala sanskrt a indická písma. Zpět do Tibetu se navrátil jen Sambhóta, který pak na základě svých znalostí písem gupta a brahmí sestrojil tibetské písmo. Songcän Gampo podnikl i několik válečných výprav. Jeho armáda měla svést vítěznou bitvu i s indickým panovníkem Ardžunou, nástupcem krále Harši, avšak indické prameny se o této bitvě nezmiňují.
Není přesně jisté, na co Songcän Gampo zemřel. Je možné, že podlehl blíže neobjasněné epidemii v místě zvaném Phänpo. Jeho hrob se nachází v Čhonggjä v údolí řeky Jarlung.

## Jména a tituly
- Tuki Šipir-kagan nebo jen Šipirchán Türk-šad a také
- Šıpi-kagan (čínsky v českém přepisu Š'-pi kche-chan, pchin-jinem shǐbì kěhàn, znaky 始畢可汗) osobní jméno
- Ašına Toťiši (čínsky v českém přepisu A-š'-na Tuo-ťi-ši, pchin-jinem āshǐnà duōjíshì, znaky 阿史那咄吉世), nebo podle variantů v jiných jazycích:
- Tuoťi, Sipi, Ših-Pi, Š'pi-kagan, Čchiouli Šip, Tuťieli, Tuki Šipir-kagan, Sipi, Tugi Šipir-chán[9]